# Alguien tiene que morir
Alguien tiene que morir és una minisèrie espanyola-mexicana de Netflix creada per Manolo Caro, també creador de la reeixida sèrie La casa de las flores. La sèrie de tres episodis té lloc en 1954 a Espanya i gira entorn d'una societat conservadora i tradicional durant el franquisme, "on les aparences i els llaços familiars juguen una funció clau". Compta amb un repartiment protagonitzat per Carmen Maura i Cecilia Suárez.

## Sinopsi
Un home jove torna a Espanya de Mèxic on va viure alguns anys. Porta amb si a un amic ballarí de ballet, Lázaro, la presència del qual desafiarà a la societat conservadora. Alhora, els seus pares li anuncien que han arreglat un matrimoni per a ell.

## Repartiment
Una llista del repartiment es va publicar a l'octubre de 2019 en Cosmopolitan.

### Repartiment principal
- Carmen Maura com Amparo Falcón, la mare de Gregorio.
- Cecilia Suárez com Mina Falcón, la mare de Gabino i esposa de Gregorio.
- Ernesto Alterio com Gregorio Falcón, el pare de Gabino i marit de Mina.
- Alejandro Speitzer com Gabino Falcón, un jove espanyol que acaba d'arribar de Mèxic.
- Isaac Hernández com Lázaro, n ballarí mexicà que acompanya a Gabino fins a Espanya.
- Ester Expósito com Cayetana Aldama, la promesa de Gabino.
- Carlos Cuevas com Alonso Aldama, un vell amic de Gabino i germà de Cayetana.
- Mariola Fuentes com Rosario, l'empleada de la casa i guardadora de molts secrets.
- Pilar Castro com Belén Aldama, mare de Cayetana i Alonso.
- Juan Carlos Vellido com Santos Aldama, pare de Cayetana i Alonso.
- Eduardo Casanova com Carlos, pres.
- Manuel Morón com Don Federico, cap de Gregorio.
- Javier Pereira com Enrique, fill de Rosario.

### Repartiment secundari
- Iván Sánchez com Jaime
- Abril Montilla com Isabel
- Javier Morgade com Martín
- Eloi Costa com Pedro
- Bruno Sevilla com Javier
- Miri Pérez-Cabrero com Cristina

## Capítols
| Núm. | Títol                | Direcció    | Guió                                         | Data d'emissió original |
| ---- | -------------------- | ----------- | -------------------------------------------- | ----------------------- |
| 1    | «Soltar la presa»    | Manolo Caro | Manolo Caro, Monika Revilla i Fernando Pérez | 16 d'octubre de 2020    |
| 2    | «Tomar puntería»     | Manolo Caro | Manolo Caro, Monika Revilla i Fernando Pérez | 16 d'octubre de 2020    |
| 3    | «Apretar el gatillo» | Manolo Caro | Manolo Caro, Monika Revilla y Fernando Pérez | 16 d'octubre de 2020    |

## Producció
Després de l'èxit de La Casa de Flores, Caro va signar un tracte exclusiu amb Netflix, i va començar la producció de la mini-sèrie Alguien tiene que morir. Caro dirigeix i produeix la sèrie, i la coescribe amb Fernando Pérez (Arde Madrid, Aída) i Monika Revilla (La casa de las flores, Juana Inés). La sèrie tracta temes com l'homofòbia, el conservadorisme, la família i el canvi.
La sèrie és el primer treball de Caro totalment fet a Espanya, i el seu primer treball fora de la comèdia. Algunes parts de la segona temporada de La casa de las flores van ser filmades a Espanya, amb Manuel Betancourt suggerint que el país havia esdevingut la seva "musa més tardana". La sèrie va començar el rodatge a Madrid el 23 d'octubre de 2019.
Car ha anomenat el repartiment de la sèrie "un somni". Ja havia treballat amb diversos d'ells abans. Cecilia Suárez és la seva col·laboradora constant i Eduardo Casanova va estar en les escenes espanyoles de La casa de las flores. Betancourt va escriure que la inclusió de la "Musa de Pedro Almodóvar" Carmen Maura fa de la sèrie un "esdeveniment necessari de veure". Maura havia visitat a Caro i a Suárez mentre filmaven a Madrid per a La Casa de las Flores al febrer de 2019 per a parlar de la sèrie. És la primera actuació pel ballarí mexicà Isaac Hernández, qui està "considerat un dels millors ballarins del món". John Hopewell de Variety va escriure que, en posar a actrius com Maura i Suárez juntes, Caro està "fomentant el sistema d'estrelles en l'idioma espanyol".
|
En 2021, és triada dins de la vuitena edició dels premis platins per a representar a Mèxic en categoria de minisèrie amb 4 nominacions.